# (44005) Migliardi
(44005) Migliardi est un astéroïde de la ceinture principale.

## Description
(44005) Migliardi est un astéroïde de la ceinture principale. Il fut découvert le 25 septembre 1997 à Pianoro par Vittorio Goretti. Il présente une orbite caractérisée par un demi-grand axe de 2,99 UA, une excentricité de 0,09 et une inclinaison de 10,0° par rapport à l'écliptique.

## Compléments